# Arkhimédészi csavar

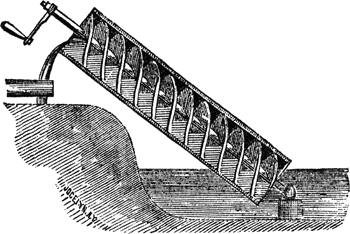
Arkhimédészi csavar

Animáció az arkhimédészi csavarról

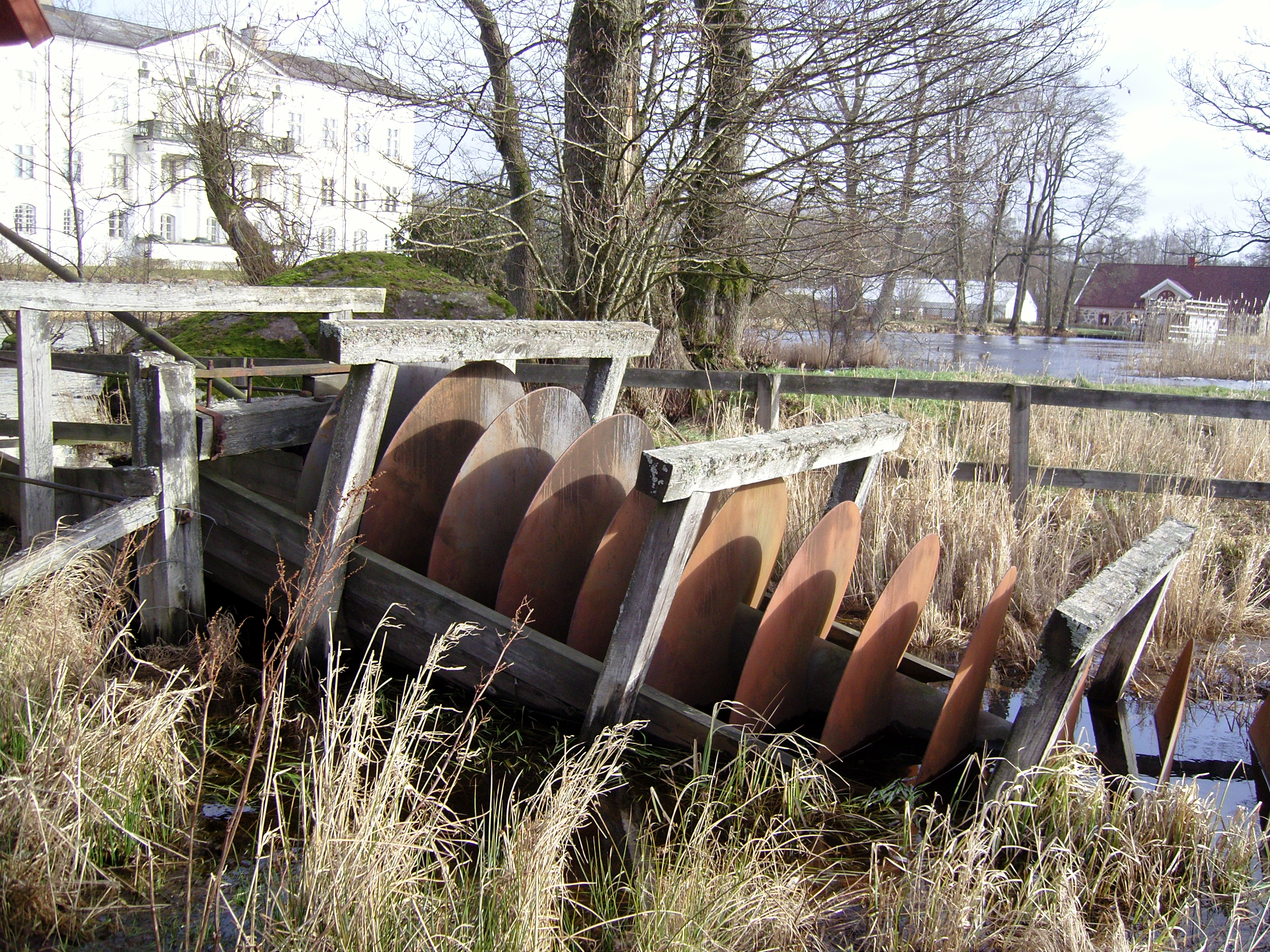
Arkhimédészi csavar Svédországban, Växjö déli részén

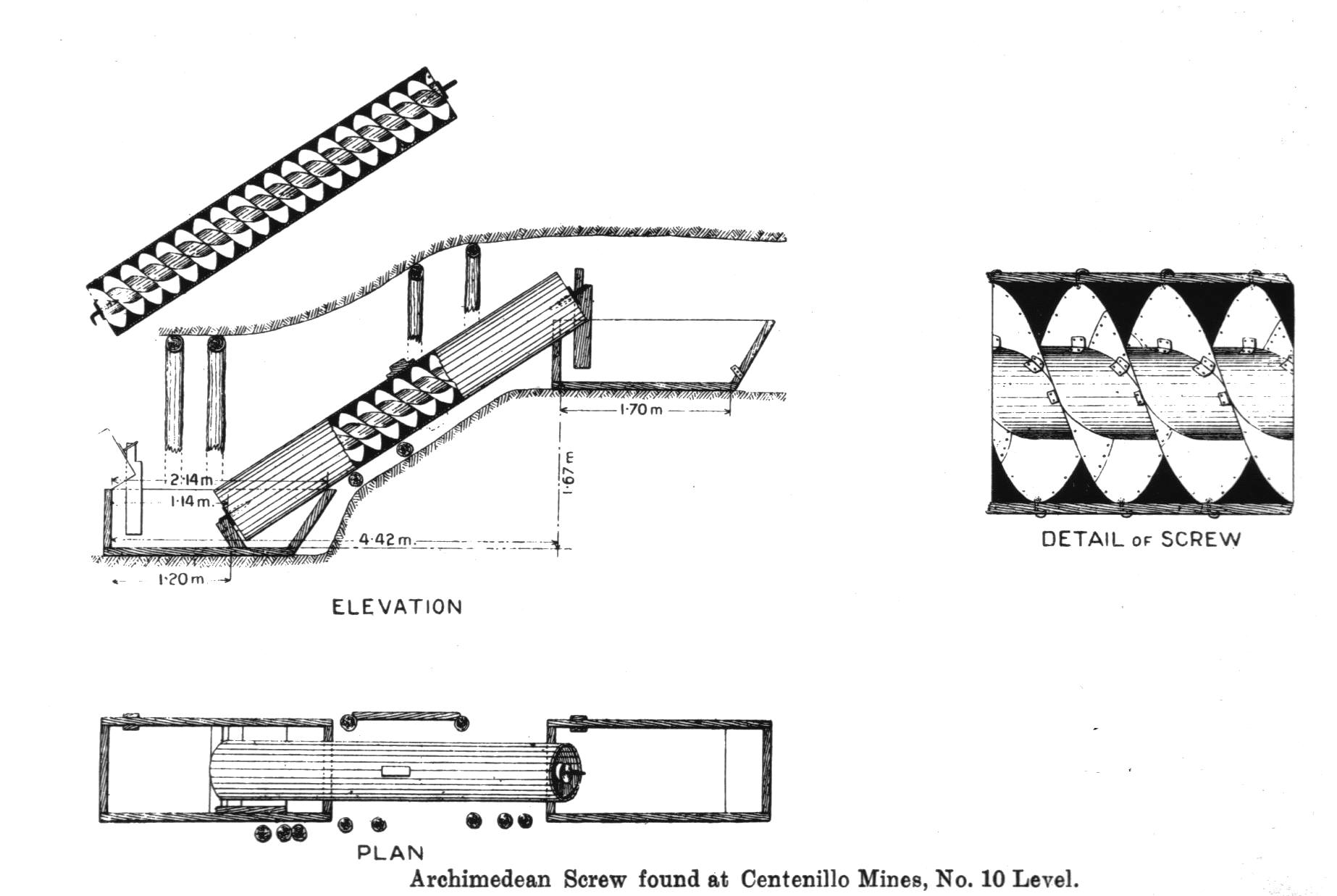
Római csavar, amit spanyolországi bányák víztelenítésére használtak

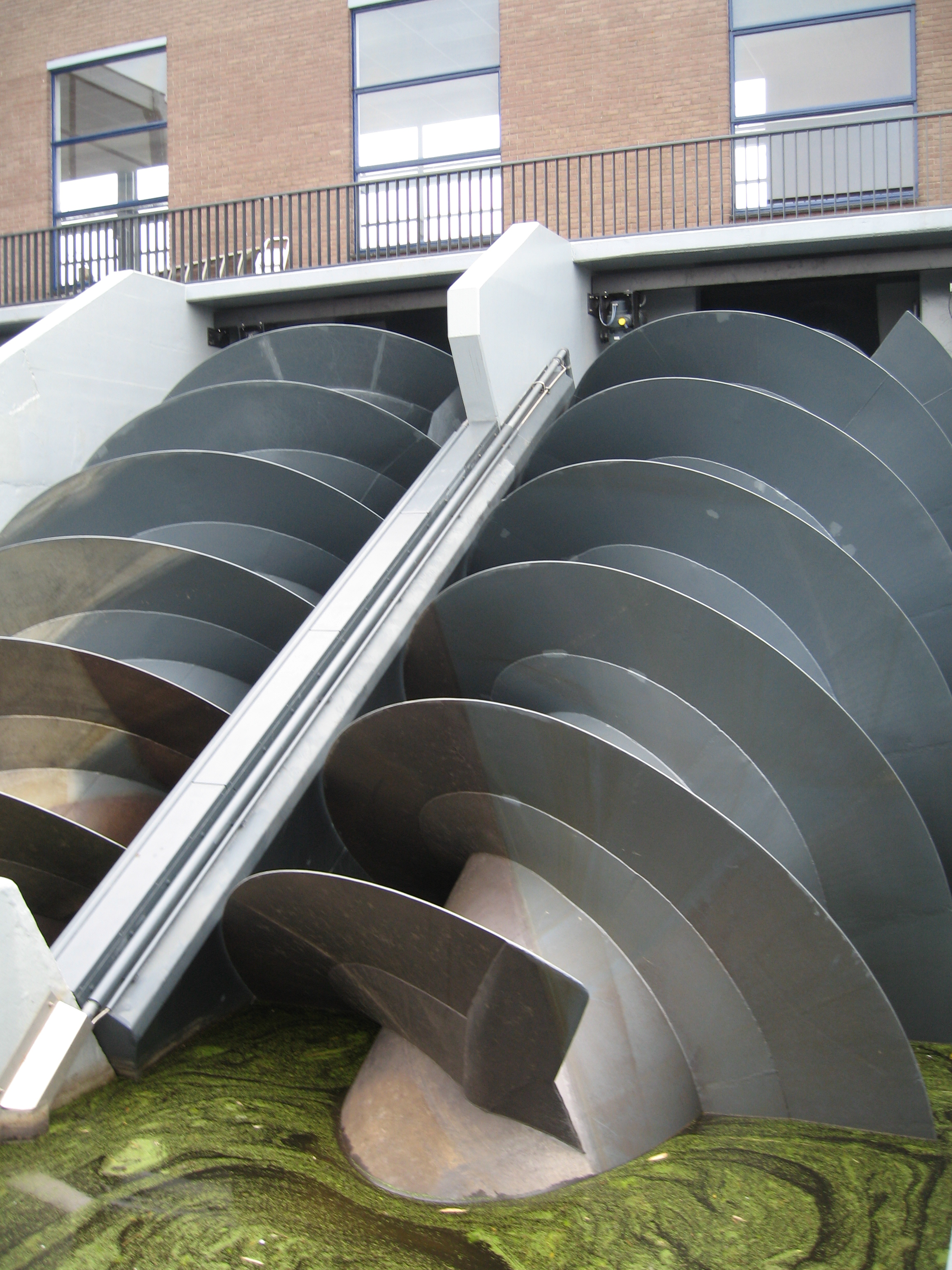
Modern arkhimédészi csavarok Hollandiában

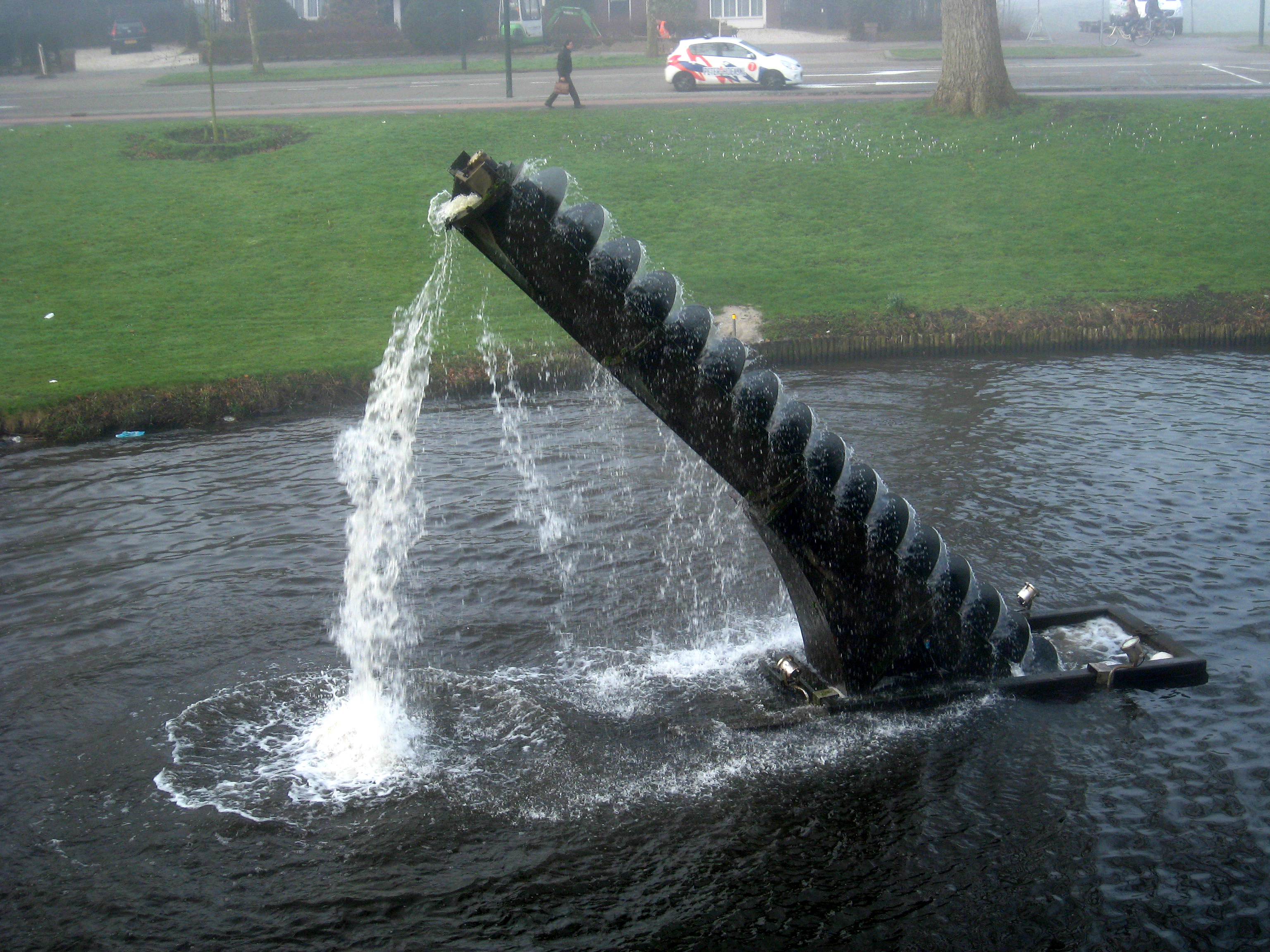
Arkhimédészi csavar – képzőművészeti alkotás Hollandiában, ’s-Hertogenboschban

Az arkhimédészi csavar,  más néven csavarszivattyú víz emelésére alkalmas egyszerű gép, amelyet például arra lehet használni, hogy a vizet az alacsonyabban fekvő vízfelszíntől a magasabban fekvő öntözendő területre juttassák. Az arkhimédészi csavar a legrégebbi ismert szivattyú.
Habár Arkhimédész ókori görög tudósról nevezték el, nem ő volt az eszköz első elkészítője, ugyanis az ókori Egyiptomban találták fel. Ugyanakkor már a görögök is ismerhették az Arkhimédész kora előtti időkben. Ez viszonylag megszokott volt, hiszen a görög kereskedők és utazók tudományokat és számos más találmányt is Egyiptomból importáltak.

## Felépítése
A csavarszivattyú csavarorsóból és az azt körülvevő hengeres házból áll. A csavarorsót általában szélmalommal vagy kézi meghajtással forgatták. A folyadékba ferdén, a vízszintessel kis, kb. 20°-os szögben beállítva működik:  forgatás során a menetek közé kerülő folyadék a henger felső végéig emelkedik, ahonnan öntözőberendezést láthat el. A csavart gyakran alkalmazták bányák víztelenítésére, illetve alacsony állóvizek lecsapolására.
A hengeres ház és a csavar érintkezésének nem kell tökéletesen vízzárónak lennie, a szerkezet mindaddig működtethető, amíg a fordulatonként kimerített folyadékmennyiség nagyobb a menetekből fordulatonként visszaszivárgó mennyiséghez képest. A felsőbb menetből átszivárgó folyadék az alatta levő menetre kerülve visszatér a szállítás irányába, így használat közben egyensúly alakul ki, a hozam állandó.
A szerkezetnek létezett olyan változata is, melyben a csavart a hengeres házhoz rögzítették, így a részek együtt forogtak. A csavarorsót szurokkal, gyantával vagy egyéb kötőanyaggal  erősítették a hengerhez, vagy a kettőt egy darabban öntötték bronzból. Egyes kutatók szerint ilyen szivattyúkat használtak a babilóniai függőkert öntözéséhez is, mely az ókori világ hét csodájának egyike. A római és görög csavarszivattyúk külső hengerét (ezáltal az egész gépet) emberi taposással hajtották meg.
A mindennapi használatban alkalmazott görög és római csavarszivattyú a Szennahérib-féle nehéz és bonyolult hajtóláncos bronzszerkezettel szemben egyszerűségében volt nagyszerű. A kettős vagy hármas spirált fa-, esetenként bronzlemezekből készítették, és masszív fatengelyre erősítették. A spirált körülzáró hengert hosszú, keskeny deszkadarabokból építették meg, és szurokkal tették vízhatlanná.

## Alkalmazások
Az öntözőberendezések táplálásán kívül ezt a szerkezetet használták belvizes mélyföldek ármentesítésére is, főleg a hollandiai polderek kialakításakor. Ilyenkor a tengerrel borított terület egy részét gátakkal körülzárják, és szivattyúk segítségével kiszárítják, így mezőgazdasági szempontból használható területet nyerhető.
A hatékonyabb működés érdekében a csavarorsók átmérőjük és hosszuk függvényében akár egymás után is köthetők.
Az 1990-es években 41 párhuzamos arkhimédészi csavar segítségével stabilizálták a pisai ferde tornyot. A torony északi oldala alól 38 köbméter vízzel telített talajréteget távolítottak el, így az épület dőlésszöge körülbelül fél fokkal csökkent, ezzel visszaállt az 1838-as állapotba.
Arkhimédészi csavart használnak a szennyvíztisztításban is, mivel jól alkalmazható különböző áramlási sebességekre és szuszpenziók szállítására. Lényegében egy hófúvó vagy gabonaelevátor szállítócsigája is arkhimédészi csavar. Általában az axiálszivattyúk szerkezete is arkhimédészi csavaron alapul.
Ugyanezen az elven biztonságosan lehet halakat költöztetni. Elsősorban haltenyésztőkben alkalmazzák, ahol fontos, hogy a halak minél kevesebb fizikai kontaktusnak legyenek kitéve.
Csokoládé-szökőkutaknál is használják.

## Változatai

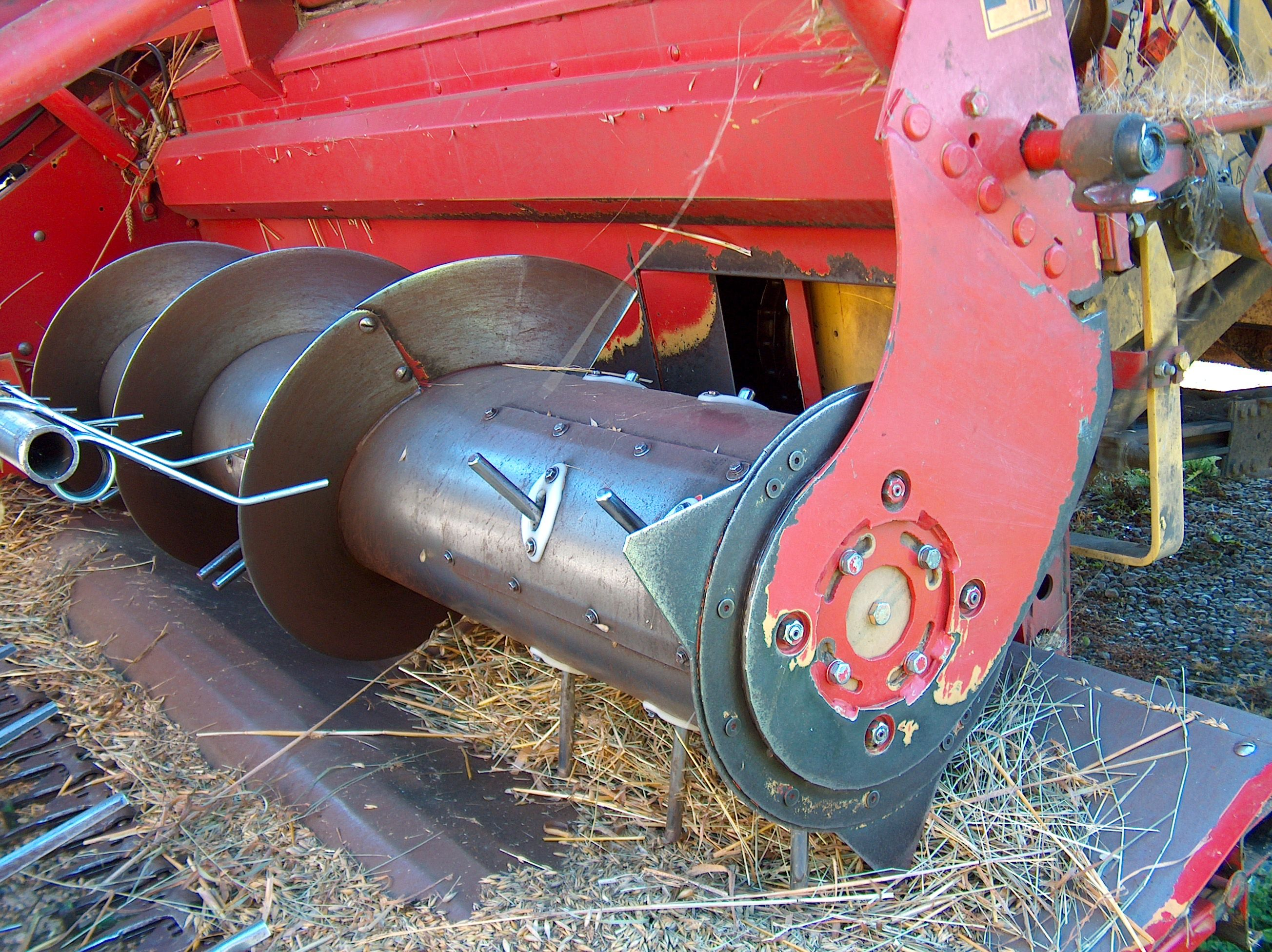
Arkhimédészi csavar egy arató-cséplő gépen

A szállítócsigák működése is az arkhimédészi csavar elvén alapul. Ezeknek a berendezéseknek egyetlen mozgó alkatrésze van, a lemezből csavarmenetszerűen kialakított szárnyakkal ellátott csigatengely (köznapi szóhasználatban csiga), amely a gép szállítóeleme. A továbbítóelemet belsőégésű vagy villamos motor működteti szíjtárcsa, homlok- vagy kúpkerék segítségével. Az ömlesztett anyag és a csigalemez felülete közötti mozgó súrlódási tényező értékének kisebbnek kell lennie, mint az anyag és a vályú belső felülete közötti nyugalmi súrlódási együtthatónak. Lemezcsigát az ömlesztett porszerű és szemcsés anyagok szállítására használnak, míg szalagos csigát leginkább a darabos ömlesztett vagy a nagy viszkozitású anyagok (tapadós masszák) továbbítására. A lapátos csigát inkább keverőként vagy speciális igény esetén (pl. anyagok szétválasztása) használják. Az iparban adagolóként is alkalmazzák.

### Fordított irányú működés
Az arkhimédészi csavar működési irányának megfordíthatóságát felismerve, annak mintájára tervezte meg az első, gyakorlatban is használható hajtócsavart Josef Ressel cseh származású osztrák mérnök 1812-ben, amelyet gőzhajón először 1826-ban alkalmaztak. Az arkhimédészi csavar tetején befolyó víz forgómozgásra kényszeríti a tengelyt, ami elektromos generátort működtethet.